# Hippokrene

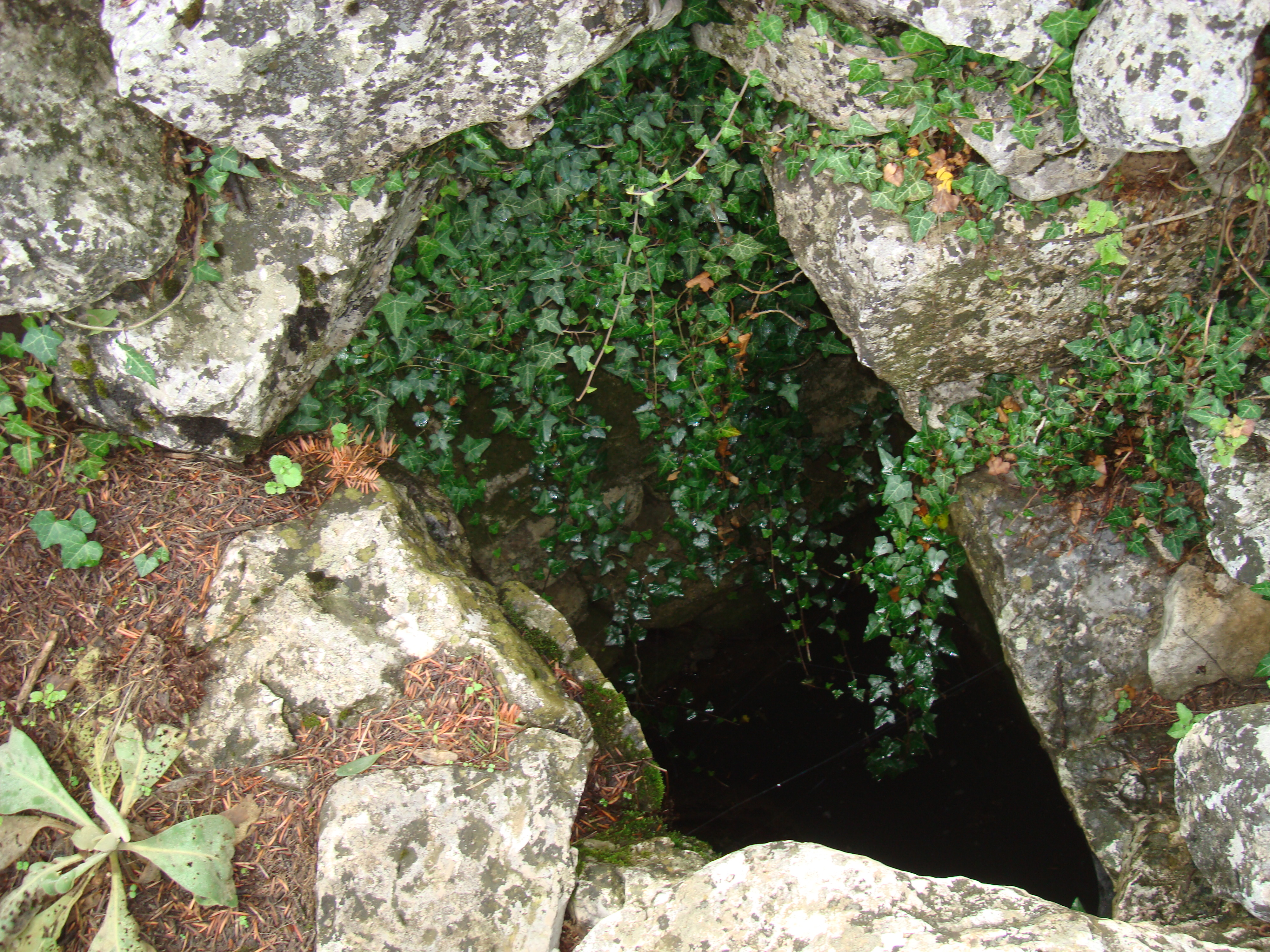
Quellöffnung der Hippokrene

Hippokrene (altgriechisch Ἱπποκρήνη Hippokrḗnē ((f. sg.)), von ἵππου κρήνη híppou krḗnē, deutsch ‚Rossquelle‘) ist die zum Dichten begeisternde, dem Apollon und den Musen heilige Quelle.
Sie befindet sich unterhalb des Ostgipfels des Helikons, westlich der Kapelle Agios Elias. Nach der Sage ist sie durch einen Hufschlag des von Bellerophon gerittenen Pegasos, des geflügelten Musenrosses, entstanden. Ein Hain umgab die Quelle, und der Weg dorthin war mit Statuen und Denkmälern geschmückt. Noch heute ist sie mit einer antiken Einfassung versehen.
Die Hippokrene steht buchstäblich am Anfang der griechischen Mythologie, da sie in den einleitenden Versen von Hesiods Theogonie erscheint:
Lasst mein Lied mich beginnen von helikonischen Musen,

Die auf des Helikons Höhn, den erhabenen, heiligen, wohnen

Und um den bläulichen Quell mit sanft hingleitendem Fuße

Schlingen den Tanz am Altare des Zeus, des gewaltigen Herrschers.

Und nachdem sie den zarten Leib im Permessos gebadet

Oder in heiliger Flut des Olmeios oder im Rossquell,

Ordnen sie nun zu höchst auf des Helikon Gipfel den Reigen

Schön und lieblich und setzen den Schritt leicht schwebenden Fußes.